# Ишикава дијаграм
Ишикава дијаграм (дијаграм рибље кости, узрочно-последични дијаграми или Фишикава) су узрочни дијаграми које је креирао Каору Ишикава и који показују потенцијалне узроке одређеног догађаја. Уобичајена употреба Ишикава дијаграма је дизајн производа и спречавање недостатака у квалитету како би се идентификовали потенцијални фактори који изазивају укупан ефекат. Сваки узрок или разлог несавршености извор је варијација. Узроци се обично групишу у главне категорије да би се идентификовали и класификовали ови извори варијација.

## Преглед
Дефект је приказан као глава рибе, окренута надесно, а узроци се шире лево као рибље кости; ребра се гране од кичме због главних узрока, а подгране за основне узроке се шире у онолико нивоа колико је потребно.
Ишикава дијаграме је  популаризовао 1960-их Каору Ишикава, који је био пионир процеса управљања квалитетом у бродоградилиштима Кавасаки, и у том процесу постао један од оснивача модерног менаџмента.
Основни концепт први пут је коришћен 1920-их година и сматра се једним од седам основних алата контроле квалитета.  Познат је као дијаграм рибље кости због свог облика, сличног бочном приказу скелета рибе. 
Mazda Motors  је искористио Ишикава дијаграм у развоју спортског аутомобила  Miata (MX5).

### Предности
- Изузетно визуелни алат за мозгање који може покренути даље примере основних узрока

- Брзо идентификујте да ли је основни узрок пронађен више пута у истом или различитим узрочним стаблима

- Омогућава истовремено сагледавање свих узрока

- Добра визуализација за представљање проблема интересним странама

### Мане
- Сложени недостаци могу довести до многих узрока који могу постати визуелни неред

- Није лако идентификовати међуодносе између узрока[6]

## Основни узроци
Анализа основног узрока има за циљ да открије кључне везе између различитих променљивих, а могући узроци пружају додатни увид у понашање процеса.
Узроци настају анализом, често кроз сесије мозга, и груписани су у категорије на главним гранама рибље кости. Да би се помогло у структурисању приступа, категорије се често бирају из једног од уобичајених модела приказаних у наставку, али у одређеном случају могу се појавити као нешто јединствено за примену.
Сваки потенцијални узрок се прати да би се пронашао основни узрок, често користећи технику 5 Зашто.
Типичне категорије укључују:

### 5 М модел:
- Човек/ снага ума (енг. Man/ mind power), физички рад или рад знања, укључује: каизен, сугестије

- Машина (опрема, технологија)
- Материјал (укључује сировине, потрошни материјал и информације)
- Метода (процес)
- Мерење (инспекција, околина)

### 8 П:
- Производ (или услуга)
- Цена (енг. Price)
- Место (енг. Place)
- Промоција
- Људи (енг. People)
- Процес
- Материјални докази (енг. Physical evidence)
- Перформанс

### 4 С
- Окружење (енг. Surroundings)
- Добављачи (енг. Suppliers)
- Систем
- Вештина (енг. Skill)